# 艾莉西亞·肯特
艾莉西亞·肯特（英語：Alyssia Kent，1991年6月7日—），羅馬尼亞女性色情演員、成人模特兒及攝像頭女郎。

## 簡歷
艾莉西亞·肯特從小在羅馬尼亞首都布加勒斯特長大，曾於大學修讀經濟學系課程，擁有專業化妝師資格，並任職「Porn Stream Live」攝像頭女郎，而藝名「Alyssia Kent」則改自其好友。2017年，她跟布達佩斯成人藝能公司「Brill Babes」與巴塞羅那情色模特兒公司「Emerald Babes」簽約，開始投身成人模特兒及色情演員行業；同年起亦擔任電腦軟件「iStripper」桌面舞者之一。
2019年，艾莉西亞·肯特首次參加由《成人影帶新聞》雜誌舉辦的《AVN獎》，更獲得《第36屆AVN獎》「最佳外地肛交場景（《Meeting & Mating》）」、「年度最佳外籍女演員」和「最熱門新人」三項提名；現時選擇定居巴塞羅那，主要來往匈牙利、西班牙及美國三地工作。

## 曾獲獎項與提名
| 年份   | 獎項                                                    | 結果 |
| 2018年 | Ninfa獎「最佳新人女演員」                               | 提名 |
| 2018年 | XBIZ歐洲獎「最佳奇異性交場景（《Anal High Flyers》）」  | 提名 |
| 2019年 | 第36屆AVN獎「最佳外地肛交場景（《Meeting & Mating》）」 | 提名 |
| 2019年 | 第36屆AVN獎「年度最佳外籍女演員」                       | 提名 |
| 2019年 | 第36屆AVN獎「最熱門新人」                               | 提名 |
| 2019年 | XBIZ歐洲獎「最佳女性性交場景（《Pure Power》）」        | 提名 |

## 外部連結
- 艾莉西亞·肯特的X（前Twitter）（英文）
- 艾莉西亞·肯特的Facebook專頁（英文）
- 艾莉西亞·肯特的Instagram帳戶（英文）
- Alyssia Kent - iStripper
- Alyssia Kent在互联网电影资料库（IMDb）上的資料（英文）